# Радомля (Гомельская область)
Радомля (бел. Радамля; до 30 июля 1964 года — Колбасы) — упразднённая деревня в Кировском сельсовете Наровлянского района Гомельской области Белоруссии.
В связи с радиационным загрязнением после катастрофы на Чернобыльской АЭС жители (13 семей) переселены в 1986 году в чистые места, преимущественно в деревню Луки Жлобинского района.

## География
Деревня расположена в 27 км на юг от Наровли, в 52 км от железнодорожной станции Ельск (на линии Калинковичи — Овруч) и в 205 км от Гомеля. Кругом лес.

## История
По письменным источникам известна с XIX века как хутор в Дерновичской волости Речицкого уезда Минской губернии. В 1931 году жители вступили в колхоз. В 1986 году была в составе совхоза «Партизанский» (центр — деревня Углы).

## Население
- 1897 год — 5 дворов (согласно переписи).
- 1908 год — 42 жителя.
- 1959 год — 116 жителей (согласно переписи).
- 1986 год — 14 дворов, 27 жителей.
- 1986 год — жители (13 семей) переселены.

## Транспортная сеть
Транспортные связи по просёлочной, а затем автодороге Дёрновичи — Наровля. Планировка состоит из короткой улицы, ориентированной с юго-запада на северо-восток, к которой присоединяются 2 переулка. Строения деревянные, усадебного типа, по обе стороны улицы.